# 頂冠棘鱗魚
頂冠棘鱗魚為輻鰭魚綱金眼鯛目金鱗魚亞目金鱗魚科的其中一種，分布於太平洋區，包括庫克群島、皮特凱恩群島、法屬波里尼西亞等海域，棲息深度1-42公尺，體長可達16.6公分，棲息在岩石底質海域。

## 擴展閱讀
維基物種上的相關：頂冠棘鱗魚